# HARDCORE TANO*C

HARDCORE TANO*C(하드코어 타노시)는 하드코어 테크노를 작곡 및 클럽 등지에서 이벤트를 개최하고 있는 일본의 레이블 및 동인 그룹이다.

## 발매 음반
메인 시리즈
- QiMAiLLA-8k
- XTC-ism
- .core
- C.F.S
- HARDCORE EXPO
- TANO*C COREnival
- theBESTof HARDCORE TANO*C
- HARDCORE SYNDROME
- HARDCORE SYNDROME 2(2008년 8월 29일 발매 C74에서 선행발매)
- HARDCORE SYNDROME 3(2009년 8월 28일 발매 C76에서 선행발매)
- HARDCORE SYNDROME 4(2010년 8월 27일 발매 C78에서 선행발매)
- HARDCORE SYNDROME 5(2011년 8월 26일 발매 C80에서 선행발매)

서브 시리즈
- 硬核侍（HARDCORE SAMURAI）
- SPEED BALL
- TANO*C REMIXES
- DiGiTAL GENERATiON EP(2008년 1월 25일 발매 C73에서 선행발매)
- SPEED BALL Z
- TANO*C REMIXES 2

솔로 시리즈
- CRIMSON HARDCORE / REDALiCE(2009년 5월 22일 발매　M3-2009春에서 선행발매）
- NANOSECOND ETERNITY / Betwixt & Between

그 밖에
- enigmatic LIA 3 -worldwide collection- /LIA